# Pokolj u Lidicama
Pokolj u Lidicama naziv je za nacistički zločin iz 2. svjetskog rata u kojem je ubijeno oko 1300 osoba.
Dana 27. svibnja 1942. zamjenik zapovjednika Gestapa, Reinhard Heydrich, bio je na putu prema Pragu u ulozi protektora Češke i Moravske, kada su povorku automobila u kojoj se nalazio i Heydrich, napala dva češka antifašista. Nakon pet dana Heydrich je od posljedica napada umro a nacisti su započeli s masovnim osvetama protiv češkog naroda.
Najpoznatiji među osvetničkim napadima zbio se 10. lipnja. Njemačke su snage opkolile Lidice i zapriječile sve izlaze iz sela. Nacisti su namjerno izabrali ovo selo zbog otpora i neprijateljstva stanovnika prema okupacijskim snagama, a selo je bilo i sumnjičeno za davanje utočišta lokalnim partizanima iz pokreta otpora. Nijemci su sakupili cijelo stanovništvo na jednom mjestu, a potom su muškarce starije od 16 godina odvojili i zatvorili u staju. Sljedećeg su dana svi bili strijeljani. Još je devetnaestero rudara, zajedno sa sedam žena bilo poslano u Prag, gdje su ih također strijeljali. Ostatak ženskog stanovništva bio je prebačen u koncentracijski logor Ravensbrück, gdje je četvrtina umrla ili u plinskim komorama ili od iscrpljujućeg prisilnog rada. Djeca su bila odvedena u koncentracijski logor Gneisenau, gdje su ih razvrstali po rasističkim kriterijima. Onu djecu koju su procijenili da su pogodna za preodgoj u Arijevce otpravili su u Njemačku, dok sudbina preostale djece i danas ostaje nepoznata. Selo je uništeno i sravnjeno sa zemljom. 
Sveukupno u nacističkom osvetničkom činu u Lidicama poginulo je oko 340 osoba. Malo češko selo Ležáky bilo je uništeno dva tjedna poslije uništenja Lidica. U ovom slučaju strijeljani su bili i muškarci i žene a djeca su bila poslana u koncentracijski logor ili na preodgoj. 
Kad se zbroje sve žrtve, procjenjuje se da je oko 1 300 osoba položilo svoj život ne bi li nacisti osvetili jednog čovjeka, zamjenika zapovjednika Gestapa i protektora Češke i Moravske Reinharda Heydricha.